# Mariusz (uzurpator)
Mariusz, Marcus Aurelius Marius (zm. 269) – rzymski uzurpator w zachodniej części cesarstwa w 269 roku n.e.
Pochodził z niższych warstw społecznych, miał być z zawodu rzemieślnikiem (kowalem), później przypuszczalnie służył w wojsku, lecz nie wiadomo w jakiej funkcji. Po stłumionej w początkach 269 roku rewolcie Leliana wzniecił kolejny bunt w Mogontiacum przeciwko władzy Wiktoryna, następcy Postuma. Według Historia Augusta jego rządy trwały zaledwie 2-3 dni, czemu jednak przeczy zachowana liczba jego monet. Najpewniej w mennicy w Kolonii (Colonia Agrippina) emitował w swym imieniu niskowartościowe antoniniany typów: AEQUITAS, CONCORDIA MILIT(um), SAEC(uli) FELICITAS, VICTORIA AUG(usti), VIRTUS AUG(usti).
W innych źródłach historycznych wspomniany również przez Aureliusza Wiktora (Księga o cezarach 33,9) i Eutropiusza (Brewiarium od założenia Miasta 9,9).